# Gouvernement Samara
Het gouvernement Samara (Russisch: Самарская губерния, Samarskaja goebernija) was een gouvernement (goebernija) binnen het keizerrijk Rusland. Het gouvernement bestond van 1851 tot 1921. Het ontstond uit het gouvernement Kazan en het ging op in de oblast Midden-Wolga. Het grensde aan de gouvernementen Kazan, Simbirsk, Saratov, Astrachan en Oefa. Het gouvernement had 11 oejazden: Boelgoema, Boelgoerslan, Boesoeloek, Nckolajevsk (Poegatsjov), Novousesk, Samara en Stavropol aan de Wolga (Toljatti). De hoofdstad was Samara.